# 惠蓀溫泉
惠蓀溫泉位於臺灣南投縣仁愛鄉發祥村，分布於北港溪和九仙溪交會的溪谷中。以地質分類屬於臺灣雪山山脈帶變質岩區的溫泉。

## 泉質
蕙蓀溫泉水色清澈，水溫約49℃，酸鹼值約pH8.5, 含碳酸氫根離子約175ppm，鈉離子約149ppm，屬於中性碳酸氫鈉泉。